# Navegació per estima

El pilot marca la seva posició 9am, indicada pel triangle, i, utilitzant el seu rumb i velocitat, estima la seva posició a les 9:30 am i les 10.

La navegació per estima és una tècnica antiga en què el pilot estima la posició del vaixell, o punt de fantasia, calculant la posició a partir de la posició inicial, incorporant després el càlcul per estima segons la velocitat, el rumb i el temps transcorregut en aquest rumb. Generalment s'utilitza la brúixola, la corredora i l'ampolleta o el rellotge (rumb, velocitat i temps), sense utilitzar el cel o els astres com a referència. El terme corresponent en biologia, utilitzat per descriure els processos mitjançant els quals els animals actualitzen les seves estimacions de rumb i de posició, es coneix com integració de ruta.
Els avenços en les ajudes a la navegació que proporcionen informació precisa sobre la posició, en particular la navegació per satèl·lit mitjançant el Sistema de posicionament global, han fet que el simple càlcul per part dels humans estigui obsolet per a la majoria de propòsits. La navegació per estima està subjecta als errors acumulats, però tot i així, els sistemes de navegació inercial, que proporcionen una informació direccional molt precisa i, avui dia s'apliquen de forma molt àmplia, utilitzen el principi de la navegació per estima.

## Punt de fantasia
El punt de fantasia, punt d'estima o punt de posició estimat és, en cada moment, la posició del vaixell deduïda seguint el mètode de navegació per estima.

## Instruments

### Instruments tradicionals

#### De bitàcola
La navegació per estima pressuposa l’ús d’una carta de navegació. Carta associada a unes sestes (compàs de puntes). La consulta de la carta exigia una taula o moble similar. La brúixola (agulla, caramida) havia de disposar d’una suspensió cardan. L’ampolleta havia d’anar suspesa en una estructura que permetés una mitja volta ràpida. De nit calia un llum a prova de vent: la llàntia de navegació o de bitàcola. Tot el conjunt d’instruments anava associat a la bitàcola, veritable armari i taula de navegació.

#### Fora de bitàcola

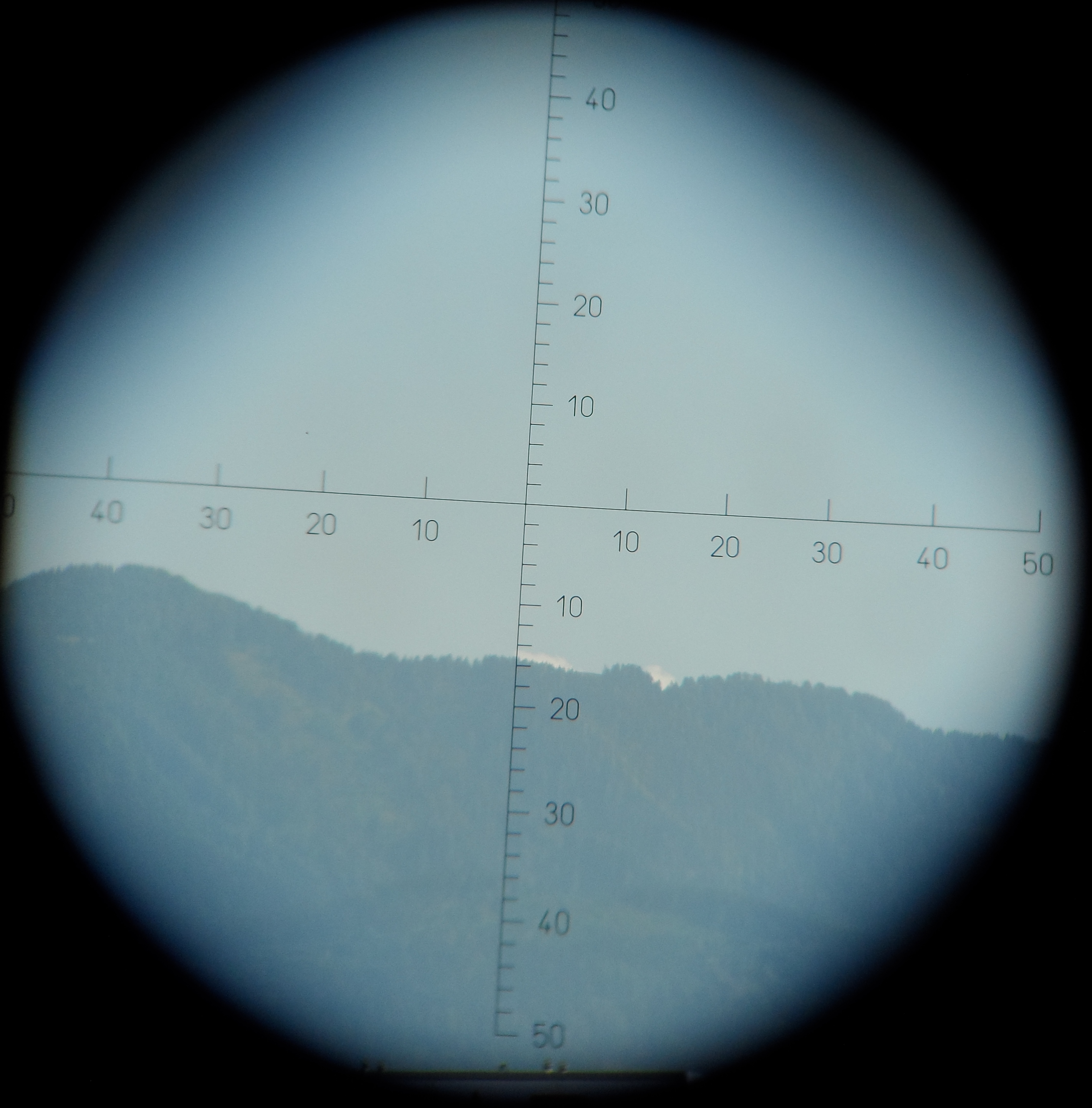
Retícula graduada.

- Escandall

| « | Et però li marinari, dove non ando piloto o praticha per fama celebre del fundo, sogliono havere lo scandaglo et scandaglando lo fundo cognoscono le predicte conditioni gratia exempli. Lo scandaglo è de piumbo et in fundo del piumbo ci mittono sivo; selle sondo roche imprimeno nel sivo la forma loro, la arena se apicha al sivo, lo fango se apicha allo piumbo, et coscì perfectamente v’è adnotitia della qualitate dellu fundo. Quan els mariners no disposen de pilot pràctic (d’una costa) acostumen a usar l'escandall. I sondant (o escandallant) el fons, l’arriben a conèixer per la pràctica. L'escandall és de plom i, en el seu fons, s’hi posa sèu. Les roques deixen marca en el sèu. La sorra s’enganxa al sèu. El fang s’enganxa al plom. Així es pot conèixer la qualitat del fons. | » |
| — Benedetto Cotrugli. De Navigatione (1464-65). Trascrizione del testo del ms. 557 della Beinecke Rare Book and Manuscript Library (Yale University) a cura di Piero Falchetta. | |   |

### Instruments moderns
- Compàs de marcacions.[8]
- Binocles amb reticle. Un reticle o retícula graduada permet calcular la distància a objectes de dimensions conegudes.[9][10]

## Història
Amb la incorporació d'alguns instruments bàsics d'ajuda a la navegació, juntament amb l'ampolleta, es va adoptar una tècnica més elaborada de navegació: la navegació a estima.
Colom explica en el seu diari com fa servir la navegació per estima.
En primer lloc, es va incorporar la brúixola, que serveix per obtenir el rumb magnètic, angle que forma l'eix longitudinal del vaixell de popa a proa (línia de cruixia) respecte del nord magnètic).

### De navigatione

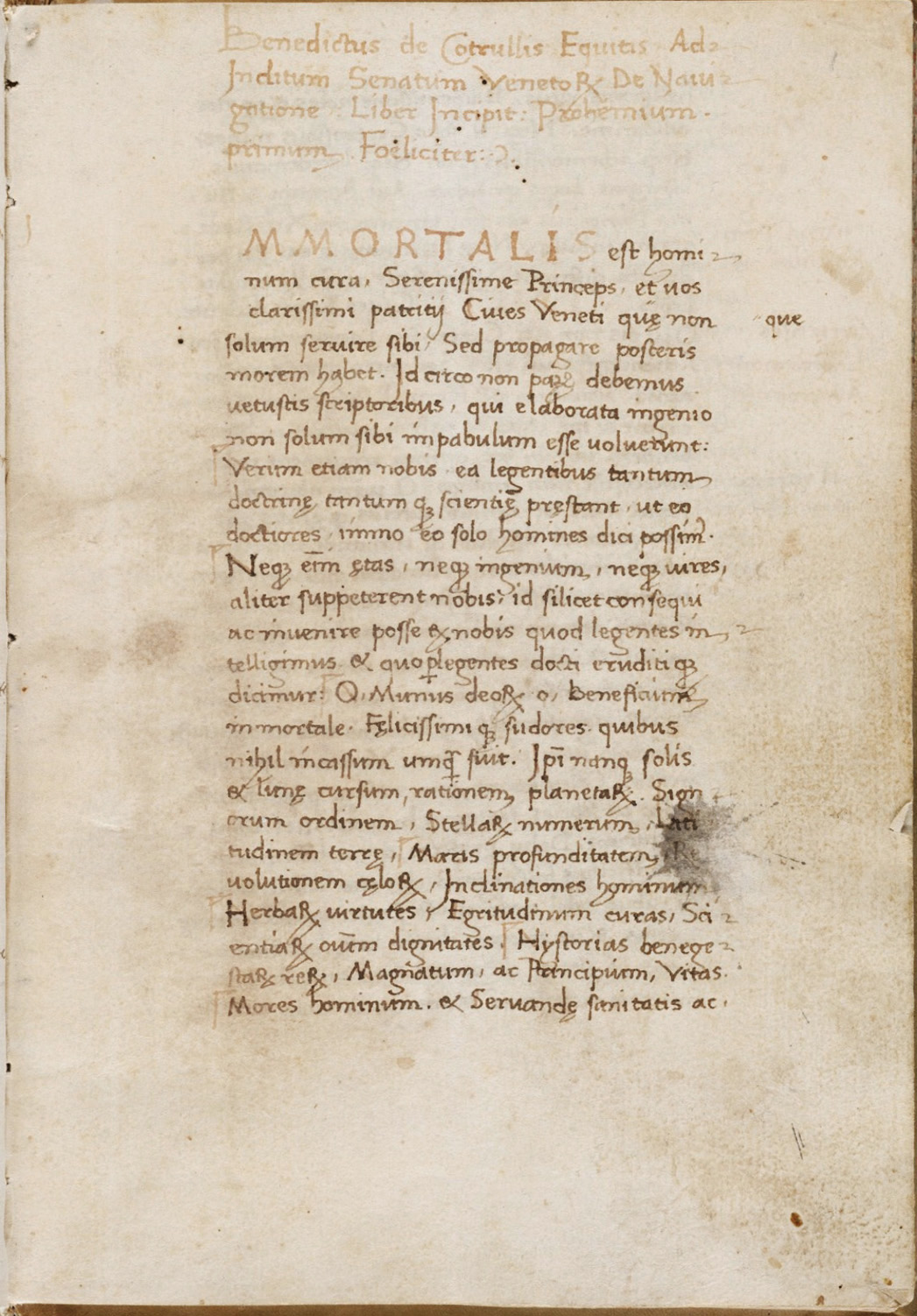
'De Navigatione Liber' 1464.

Benedetto Cotrugli fou autor d'un llibre de navegació (“De navigatione”; Nàpols 1464) que no es va arribar a publicar, però que es conserva en forma de manuscrit. Es tracta d'una obra que pot consultar-se en una transcripció digitalitzada a cura de Piero Falchetta . També el manuscrit original pot llegir-se de franc (Manuscrit Beinecke MS 557, Yale University Library, Beinecke Rare Book and Manuscript Library).
Es tracta d'una obra molt important que cal situar amb altres de la seva època, especialment amb les de Michele de Rodes i Zorzi Trombetta de Modon. No pot comparar-se amb obres catalanes anteriors perdudes (Ramon Llull, Ars Navigandi; Llibre sobre les naus; Llibre sobre la carta de navegar).
Els continguts del tractat són diversos i variats:
- Parla de les nacions més importants en la navegació de l'època: Venecians, genovesos i catalans
- Dels mestres de les galeres que eren els catalans, amb una armada permanent
- Dels diversos oficis dels tripulants d'un vaixell
- Dels ports i perills de la navegació
- De la necessitat de pilots locals (pràctics)
- D'una “nova” vela dels genovesos (potser una mena de cangrea)
- De la carta de navegar (i de marcar amb cera la situació de la nau sobre la carta)
- De diversos instruments: brúixola, ampolleta, escandall
- De diferents tipus de vaixells: naus, caravel·les, barcosi…

El manuscrit que es conserva és una còpia de l'original. Amb algun error de còpia que indica manca de coneixements sobre el tema per part del copista. El tractat original probablement escrit a instàncies d'Alfons el Magnànim, es va acabar després de la mort del rei. Cal no oblidar que altres obres importants (Llibre de Menescalia, Llibre del coch i Flos del tresor de beutat) dedicades al Magnànim foren escrites en català.
| «                                     | La carta dello navigare la quale è universale guida al nostro proposito, è signa de tri cose principali, cioè venti, migla et nome delli lochi. Prima li venti, perché dal signo del vento per la bossola si deve pigliare lo signo dello locho, perché como è dicto la bossola è cosa necessarissima allo dritare della prora ad quello vento per lo quale tu vidi che quillo locho te sta è dericto allo quale è tua intentione de voler andare. Verum te devi avantagiare secundo la corrente et secundo lo vento strecto perché anando in poppa non essendo la corrente, poi fare ogni tuo contu dericto, perché lo navulio non descade. Ma quando vai all’orça, devi tenirte sopra vento la prora, et tanto più sella corrente vene dalla banda dello vento, et coscì per arbitrio devi vedere sella corrente vene contraria allo vento. L’una restora l’altra secundo le forse loro è magior e minori, et questo è quello che se chiama a arbitrio delli marinari. Poi sonno le migla, perché lu marinaro poça fare lu suo arbitrio, et qui bisogna intendere la pradicha secundo lo vento fresco et secundo la valentitia del navilio et secundo la corrente quante meglia fa per hora lu tuo navilio, et al continuo devi voltare le meçarole lo giorno et la nocte, et intendere quante meglia hai navigato per tal vento per hora, et quante hore, et quanti per tal vento, et signare con ciera, et coscì cognoscere in che locho te trovi per non errare sopra scolgli, punteo secche. Et però forno trovate le meglia et lo compasso nella carta dello navigare, la qual cartha se compassa in quisto modo, cioè prima haviti ad considerare dove haviti andare, et quella parte dove intendeti andare vedeti per qual vento ve sta dal locho donde vui partite, et mecterete l’una ponta dello compasso alla parte dove sete, et l’altra allo vento per lo quale ve pare se guarda lo locho dove volete andare con quilli donne vi partite, et coscì adando arrivarai allo locho dove desideri, et alla hora tu hai ad navigare et mectere la tua prora per quillo vento nel quale iudica lo tuo compasso. Et navigando per lo pelago, et scoprendo alcuno locho de terra, mestier è che lo marinaro o vero lo piloto habbia bono occhio et cognosca lo locho, la qual cosa è potissima parte la qual lo marinaro deve havere in sé. Et allora volendo sapire meglia si lungi da terra, et poner lo puncto proprio dove te trovi in nella carta, allora avisarai per la bossola dui lochi in terra, per qual vento sta ognuno d’issi, et per quello vento sta mecti li dui compassi, et in quello locho dove se giogne le altre dui poncte dello compasso, et correndo colle altre due per li venti dericti ad quella parte, in quillo locho et in quillo proprio puncto sete. Et mectendoci uno puncto de ciera nella carta de navigare, et de quindi potrai misurare fina in terra fina in terra, et saperari la distantia delle meglia. | » |
| — De navigatione. Benedetto Cotrugli. | |   |

## Navegació marítima
Es calcula la posició del vaixell emprant la deducció i senzills procediments matemàtics (fórmules trigonomètriques) per a inferir la situació en un moment donat fent els càlculs basant-se en el rumb i la velocitat de navegació al llarg d'un període,
Coneixent la velocitat del vaixell mitjançant la corredora, es pot estimar el recorregut del vaixell sobre una carta de navegar, utilitzant l'equació del moviment uniforme:
distància = velocitat x temps
No obstant això, el final del trajecte podia ser diferent al planificat, degut tres causes principals:
- Abatiment
- Deriva
- Errors dels instruments.
- Errors de pilotatge.
- Efecte dels corrents.

Tant els errors deguts als instruments utilitzats (brúixola, corredora i rellotge), com els errors humans, són inherents a qualsevol tipus de navegació, encara que s'han reduït substancialment amb el temps.
L'efecte dels corrents si el corrent fa un angle el rumb del vaixell es tradueix en una desviació de la ruta. Si el vent té la mateixa direcció que el rumb, no es desviarà de la ruta, però arribarà al destí abans del previst si el corrent ve de popa (a favor del rumb del vaixell), o més tard del previst si ve de proa (en contra del rumb del vaixell). Quan el corrent ve de costat desviarà el vaixell lateralment.
En la navegació per estima, és molt important determinar la intensitat i direcció del corrent per corregir la velocitat mesurada per la corredora i obtenir el rumb real per composició de vectors. Aquesta situació es coneix com el triangle de velocitats.
Quan hi ha corrents, aquests desvien el rumb real del vaixell respecte del teòric previst, de manera que el que realment es segueix és una direcció determinada per un angle anomenat de derrota en comptes del rumb. Aquesta derrota es calcula a partir del rumb i la velocitat del vaixell (indicada per la corredora), juntament amb la direcció i intensitat del corrent.

## Navegació aèria
D'altra banda, considerant la importància de conèixer l'altitud de vol i la velocitat dels avions, es va incorporar l'anomenat tub de Pitot, que permet obtenir, mitjançant mesures de la pressió de l'aire (tant estàtica com dinàmica), les dades següents:
- Altitud (distància vertical de l'avió respecte al nivell mitjà del mar), que es mesura amb l'altímetre.
- Velocitat indicada (velocitat de l'avió respecte de l'aire), que es determina amb l'anemòmetre.
- Grau d'ascens o descens (velocitat vertical de l'avió), que es calcula amb el variòmetre.

Quan una aeronau ha de realitzar un vol amb algun fi determinat, aquest ha de planificar construint, sobre els mapes del terreny, la ruta que es pretén seguir. Com es coneixia la velocitat de l'aparell mitjançant l'anemòmetre, es podia estimar el moment en què s'arribaria el següent punt de la ruta, utilitzant l'equació del moviment uniforme:
distància = velocitat x temps
La revolució industrial del començament del segle XX havia fet florir gran quantitat de fàbriques d'imponents xemeneies que van servir d'ajuda, inicialment, per apreciar de forma poc precisa la velocitat del vent respecte del sòl. A aquesta forma d'estimació del vent seguir diferents tècniques basades en la mesura de temps d'anada i tornada dels avions, recorrent un determinat cercle proper al camp de vol. A poc a poc es van anar perfeccionant els mètodes i s'han construït diversos calculadors de velocitat del vent que han ajudat a la tripulació a determinar la velocitat dels avions respecte del sòl.

### Problemes
No obstant tot això, el final del trajecte podia ser diferent al planificat, principalment per tres causes:
- Errors dels instruments.
- Errors de pilotatge.
- Efecte del vent.

Tant els errors deguts als instruments utilitzats (brúixola, anemòmetre i rellotge), com els errors humans, són inherents a qualsevol tipus de navegació, encara que s'han reduït substancialment amb el temps.
L'efecte del vent es tradueix en la desviació de la ruta si el vent bufa en direcció diferent del rumb de l'aeronau. Si el vent té la mateixa direcció que el rumb, no es desviarà de la ruta, però arribarà el destí abans del previst si el vent és de cua (a favor de l'avió), o després del previst si bufa de morro (a contra de l'avió). Quan el vent bufa de constat desviarà a l'avió lateralment.
A la navegació a estima, el problema consisteix a determinar la intensitat i direcció del vent per corregir la velocitat mesura de l'anemòmetre i obtenir la ruta real. Aquesta situació es coneix com el triangle de velocitats.
Quan hi ha vent, la trajectòria real de l'aeronau varia respecte de la prevista, de manera que el que realment es segueix és una adreça determinada per un angle anomenat de derrota en comptes del rumb. Aquesta derrota es calcula a partir del rumb i la velocitat indicada de l'aeronau, juntament amb la direcció i intensitat del vent.

## Navegadors i robòtica
L'àmplia majoria de sistemes de robots mòbils terrestres que s'usen avui en dia, utilitzen la tècnicadead reckoning com a columna vertebral de la seva estratègia de navegació, i igual que els seus homòlegs nàutics, necessiten eliminar els errors acumulats amb continus ajustaments amb diversos sistemes d'ajuda a la navegació.
La implementació més simple possible de la tècnica dead reckoning és habitualment anomenada odometria, terme que implica que el desplaçament d'un vehicle al llarg de la trajectòria es deriva directament d'algun hodòmetre o comptador a bord del vehicle. Una tècnica comú per implementar l'odometria consisteix en la utilització encoders òptics directament acoblats als motors o als eixos de les rodes.
Hi ha multitud de sensors per quantificar el desplaçament angular i la velocitat, com per exemple:
- Potenciòmetres.
- Sincro.
- Resolvers.
- Encoders òptics.
- Encoders magnètics.
- Encoders inductius.
- Encoders de capacitat.